# アシーネ

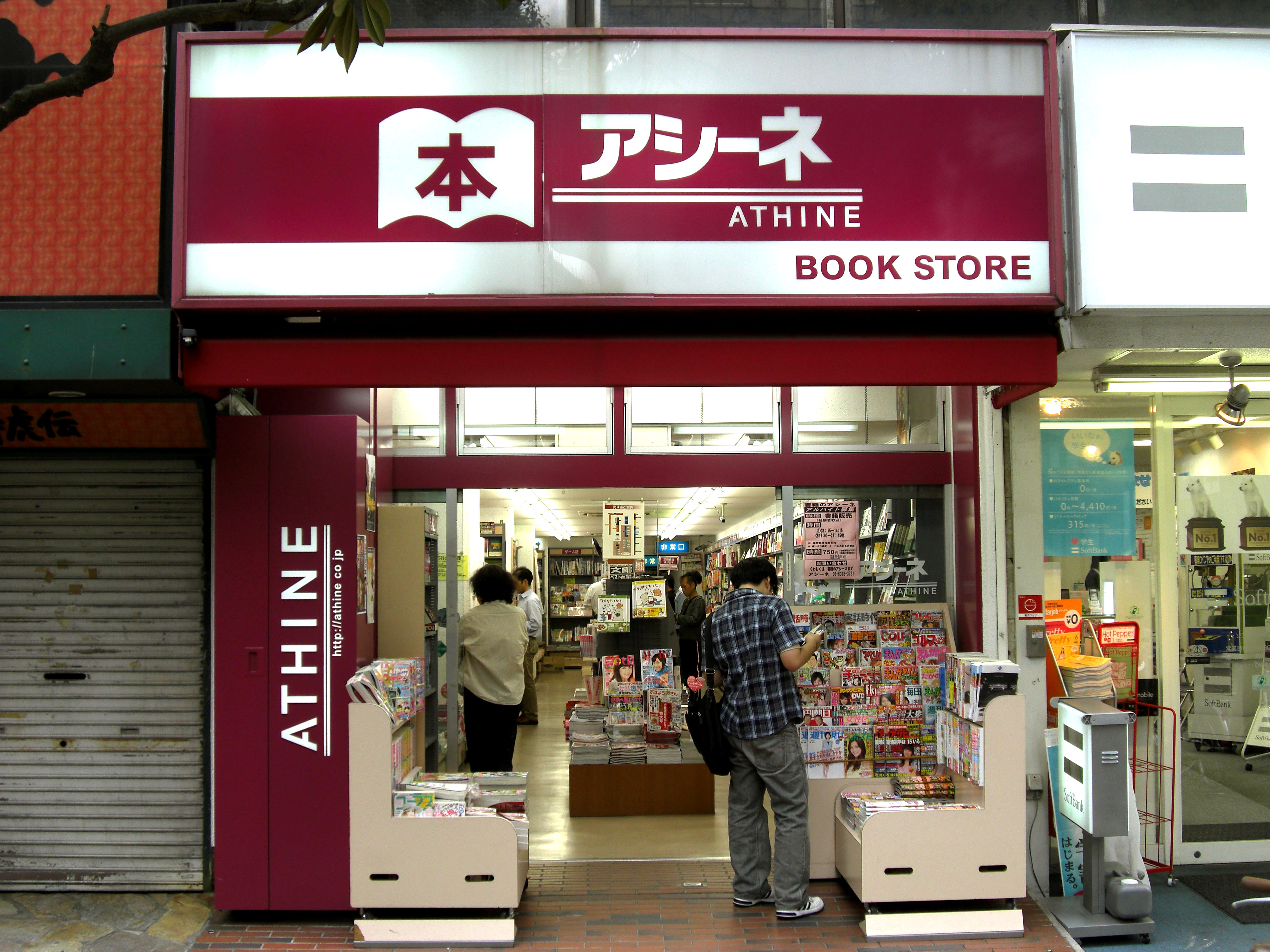
アシーネ江坂店（現在は閉店）

アシーネ（ATHINE.Co.）は、ダイエーが全額を出資して設立した書店チェーンであったが、2015年（平成27年）9月1日にイオングループの株式会社未来屋書店に吸収合併された。
ギリシャ神話の女神アテーナーの現代ギリシャ語の発音に由来している。

## 歴史・概要
ダイエーが全額を出資して、丸善と共同で書店チェーンの展開を目指し、1979年（昭和54年）10月6日に設立した。
当初は丸善から従業員が派遣され、仕入れから販売までを担う形で発足し、当初は丸善ブツク·チエーン·アシーネと称していた。
また、主婦の利用が多いダイエー店内での出店が主体であったことから一般の書店より児童書の品揃えを強化しており、1980年（昭和55年）10月1日に「ほるぷ出版」と共同で非再販本としてペーパーバック版の絵本の販売を開始した。
1981年（昭和56年）には今村昌平の「ええじゃないか」を出版して出版事業に進出し、1985年（昭和60年）4月に創刊したカタログ「ホームワールド」や、同年6月17日に創刊した、当時はアシーネと同じダイエーグループだったオレンジページ発行の生活便利マガジン「オレンジページ」の発売元になるなど、書店以外の事業も展開した。
1990年（平成2年）にAVソフト販売チェーンの株式会社サウンドワールドを事業を譲受し、1994年（平成6年）9月に旧忠実屋グループの書籍販売チェーン株式会社バビロを吸収合併した。
同年5月に輸入書籍の安売りを開始して同年6月に返品本の安売りを開始し、1995年（平成7年）3月1日に大手出版社の非再販本の常設売り場を開設した。
また、CDのフランチャイズチェーン「ロッキー」も全国展開し、CDの値引き販売も手掛けていた。
元々は株式会社ダイエーの100%子会社として、東京都江東区に本社を置き、かつてはCDも取り扱っていた。2015年1月1日に親会社である株式会社ダイエーがイオン株式会社の完全子会社（当社からは孫会社）となってイオングループの一員となり、ダイエーとイオンのグループ会社再編の一環として、従前からイオングループに属している株式会社未来屋書店へ吸収合併された。

## 年表
- 1979年（昭和54年）10月6日[1] - 大阪府吹田市に設立[広報 2]。
- 1990年（平成2年） - AVソフト販売チェーンの株式会社サウンドワールドを事業を譲受[10]。
- 1994年（平成6年）
  - 5月 - 輸入書籍の安売りを開始[12]。
  - 6月に返品本の安売りを開始[12]。
  - 8月1日 - 東京都新宿区歌舞伎町2-1-11へ本社移転[16]。
  - 9月 - 旧忠実屋グループの書籍販売チェーン株式会社バビロを吸収合併[11]。
- 1995年（平成7年）3月1日 - 大手出版社の非再販本の常設売り場を開設した[13]。
- 1999年（平成11年） - 東京都江東区へ本社移転[広報 2]。
- 2003年（平成15年） - 東京都台東区北上野へ本社移転[広報 2]。
- 2005年（平成17年）
  - ｢本やタウン｣｢e-hon｣のサービスを開始[広報 2]。
  - 8月 - CDの店頭販売事業から撤退[広報 2]。
- 2012年（平成24年） - 東京都江東区大島のダイエー大島店へ本社移転。[要出典]
- 2015年（平成27年）9月1日 - イオングループの株式会社未来屋書店に吸収合併[広報 1]。「アシーネ」は未来屋書店の店舗ブランドとして存続。

## 店舗
未来屋書店との合併時は書店93店舗（2015年2月末時点）を運営し、ダイエーへの雑誌供給を行っていた。
書店チェーンとして、大型商業施設内に展開する出店戦略を採っていた。

#### 広報資料・プレスリリースなど一次資料
1. 1 2 3 4 5 6 7 8 9  『イオングループの未来屋書店、アシーネとの合併契約を締結。店舗数340店舗超の書店運営会社へ。』（プレスリリース）未来屋書店、2015年7月21日。2024年7月27日閲覧。
2. 1 2 3 4 5 6  アシーネ 会社案内 - ウェイバックマシン（2011年10月31日アーカイブ分）